# Diogo Pimentel
Diogo Pimentel, né le 16 juillet 1997 à Alentejo au Portugal, est un footballeur international luxembourgeois qui joue au poste de milieu défensif au FC UNA Strassen.

## Biographie

### FC Jeunesse Schieren (2015-2016)
Né au Portugal et formé dans son pays natal jusqu'en 2011, le joueur termine sa formation au Luxembourg au FC Jeunesse Schieren, club où sa carrière débute.

### FC Etzella Ettelbruck (2016-2020)
En 2016, il rejoint le FC Etzella Ettelbruck.
En 2018, il obtient le premier trophée de sa carrière en terminant champion de Promotion d'Honneur.
Il est finaliste de l'édition 2019 de la Coupe du Luxembourg face au F91 Dudelange (défaite cinq buts à zéro).

### CS Fola Esch (2020-2023)
Il signe en 2020 au CS Fola Esch, alors en BGL Ligue.
Dès sa première saison avec son nouveau club, il remporte pour la première fois de sa carrière le championnat de BGL Ligue.

#### Prêt au Jammerbugt FC (2022)
Le 10 janvier 2022, le joueur est prêté au sein du Jammerbugt FC, au Danemark.

### FC UNA Strassen (depuis 2023)
Lors du mercato hivernal de 2023, il s'engage avec le FC UNA Strassen, libre de tout contrat, pour trois ans et demi.

## Palmarès
| FC Etzella Ettelbruck (1) :                                                      | CS Fola Esch (1) :            | FC UNA Strassen :                  |
| -------------------------------------------------------------------------------- | ----------------------------- | ---------------------------------- |
| - Promotion d'Honneur - Champion : 2018 - Coupe du Luxembourg - Finaliste : 2019 | - BGL Ligue - Champion : 2021 | - BGL Ligue - Vice-champion : 2025 |